# Alexander Muñoz
Alexander Muñoz est un boxeur vénézuélien né le 8 février 1979 à Miranda.

## Carrière
Passé professionnel en 1998, il devient champion du monde des poids super-mouches WBA le 9 mars 2002 après sa victoire par arrêt de l’arbitre au 8e round contre le japonais Celes Kobayashi. Muñoz conserve son titre face à Eiji Kojima à deux reprises et 	Hidenobu Honda puis est battu aux points par Martín Castillo le 3 décembre 2004. Il redevient champion WBA de la catégorie le 3 mai 2007 aux dépens de Nobuo Nashiro mais le perd définitivement contre le champion WBC Cristian Mijares le 17 mai 2008.